# Горе от ума
«Го́ре от ума́» — комедия в стихах русского поэта и драматурга Александра Сергеевича Грибоедова, его наиболее известное произведение. Сочетает в себе элементы классицизма и новых для начала XIX века романтизма и реализма. Описывает светское общество последних лет александровского царствования и показывает жизнь 1813—1824 годов. Само «действие происходит… спустя десять лет после войны 1812 года, то есть в 1822».
Комедия «Горе от ума» — сатира на аристократическое московское общество первой половины XIX века — одна из вершин русской драматургии и поэзии; фактически завершила комедию в стихах как жанр. Афористический стиль способствовал тому, что произведение разошлось на цитаты.

## История создания

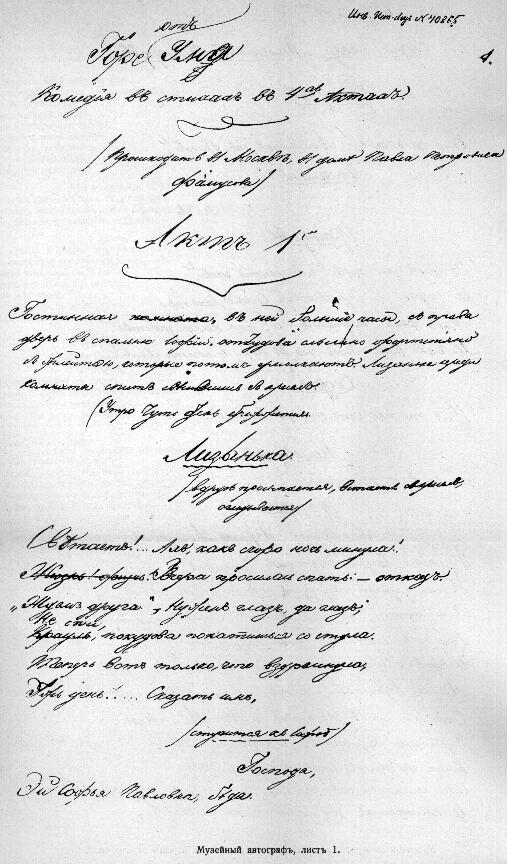
Музейный автограф «Горя от ума» (название переправлено автором из «Горе уму»). 1-я страница

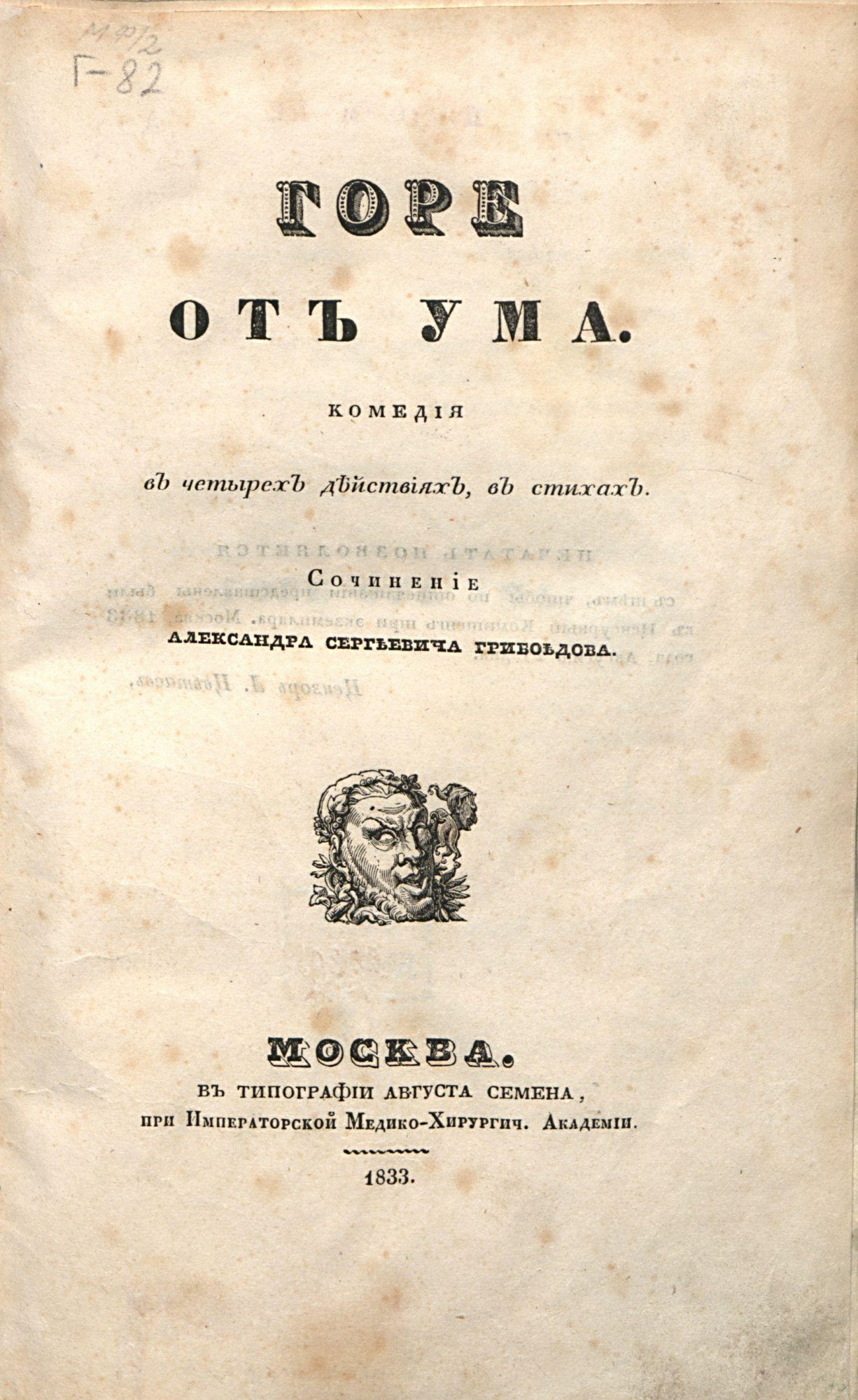
Титульный лист комедии «Горе от ума». Издание 1833 года

В историю русской литературы Грибоедов вошёл как автор первой русской реалистической комедии «Горе от ума», хотя его перу принадлежат и другие произведения, написанные ранее (например, комедии «Молодые супруги», «Студент»). Уже ранние пьесы Грибоедова содержали попытки соединения разных стилей для создания нового, но подлинно новаторским произведением стала комедия «Горе от ума», открывшая в 1825 году, вместе с трагедией «Борис Годунов» Пушкина, реалистический этап развития русской литературы.
Замысел комедии возник в 1820 году (по некоторым данным, уже в 1816), но активную работу над текстом автор начинает в Тифлисе по возвращении из Персии. Большое влияние на Грибоедова произвели рассказы его подруги детства Евгении Борисовны Греховой. К началу 1822 года написаны первые два акта, а весной и летом 1823 года в Москве завершается первый вариант пьесы. Именно здесь писатель мог пополнить наблюдения за бытом и нравами московского дворянства, «надышаться воздухом» светских гостиных. Но и потом работа не прекращается: в 1824 году возникает новый вариант, носивший название «Горе и нет ума» (первоначально — «Горе уму»).
Создавая «Горе от ума» как сатирическую комедию нравов, Грибоедов использовал как образец для подражания классическую пьесу Мольера «Мизантроп». Главного героя этой пьесы Альцеста роднит с главным героем «Горя от ума» Чацким амплуа «злого умника»: оба персонажа открыто и яростно обличают лицемерие и другие пороки общества, в котором живут.
В Петербурге Грибоедов был приглашён драматургом Н. И. Хмельницким прочесть свою новую пьесу в его доме, в узком кругу друзей, среди которых были актёры И. И. Сосницкий, В. А. и П. А. Каратыгин и драматург В. М. Фёдоров. Перед самым началом чтения с последним у Грибоедова случилась перепалка: Фёдоров неосторожно позволил себе сравнить ещё не прочитанную комедию со своим произведением «Лиза, или Последствия гордости и обольщения». Это так задело Грибоедова, что он отказался читать при Фёдорове — хозяину дома не удалось замять ситуацию, и Фёдоров был вынужден оставить общество. По словам Каратыгина: «Драматургу из-за своей несчастной драмы пришлось сыграть комическую роль, а комик чуть не разыграл драмы из-за своей комедии».
С большими цензурными правками и сокращениями были напечатаны 7—10 явления первого действия и третье действие в альманахе «Русская Талия» за 1825 год, который вышел из печати 15 декабря 1824 года, но разрешение на её постановку получить не удалось (пьеса появилась на сцене только после смерти автора: отдельными явлениями — в 1829 году, полностью — в 1831 году в Ревеле). Это не помешало широкой известности произведения, которое расходилось в списках. Один из них декабрист И. И. Пущин, лицейский друг Пушкина, привёз поэту в Михайловское.
Комедию приняли восторженно, особенно в декабристской среде. Впервые на русском языке её опубликовали со значительными сокращениями уже после смерти автора, в 1833 году. В 1854 году почти одновременно вышло два издания комедии в Москве и Санкт-Петербурге (цензурные разрешения 28 февраля и 15 января). Московское издание было «отпечатано с издания 1833 года» в типографии А. Семена, петербургское — в типографии Я. Трея; в том же году вышло особое издание А. Смирдина (цензурное разрешение 2 февраля), отпечатанное в типографии Императорской Академии наук. Первой полной легальной русской  публикацией оказалось издание Николая Тиблена, выпущенное в 1862 году в Санкт-Петербурге (цензурное разрешение В. Бекетова 25 марта 1862 г.). Впервые «Горе от ума» для школ издали в 1869 году.

## Сюжет
Молодой дворянин Александр Андреевич Чацкий возвращается из-за границы к своей возлюбленной — Софье Павловне Фамусовой, которую не видел три года (на момент действия пьесы Софье 17 лет, при этом Чацкий отсутствовал три года; следовательно, он влюбился в неё, когда ей было 14 лет или даже менее того). Молодые люди росли вместе и с детства любили друг друга. Софья обиделась на Чацкого за то, что тот неожиданно бросил её, уехал в странствие (в произведении нет конкретного указания, где именно путешествовал герой) и «не писал двух слов». Чацкий приезжает в дом Павла Афанасьевича Фамусова с решением жениться на Софье. Вопреки его ожиданиям, Софья встречает его очень холодно. Оказывается, она влюблена в другого. Её избранник — живущий в доме её отца молодой секретарь Алексей Степанович Молчалин, который притворяется, что любит её, но на деле изображает это только из выгоды. Чацкий не может понять, «кто мил» Софье. В Молчалине он видит только «жалчайшее созданье», недостойное любви Софьи Павловны, не умеющее любить пылко и самоотверженно. Кроме того, Чацкий презирает Молчалина за старание угодить каждому, за чинопочитание. Узнав, что именно такой человек покорил сердце Софьи, Чацкий разочаровывается в своей возлюбленной.
Чацкий произносит красноречивые монологи, в которых обличает московское общество, выразителем мнений которого выступает отец Софьи Павел Фамусов. Вечером в обществе поднимаются слухи о сумасшествии Чацкого, пущенные раздосадованной Софьей. В конце пьесы, случайно став свидетелем предательства Молчалина, который ухаживает не только за Софьей, но и за её служанкой, Чацкий публично упрекает сплетников и покидает Москву в карете.
В комедии соблюдены только два классических единства: места и времени (действие происходит в доме Фамусова в течение суток); третье единство — действия — отсутствует, в произведении две сюжетные линии: любовь Чацкого и противостояние Чацкого и московского общества.

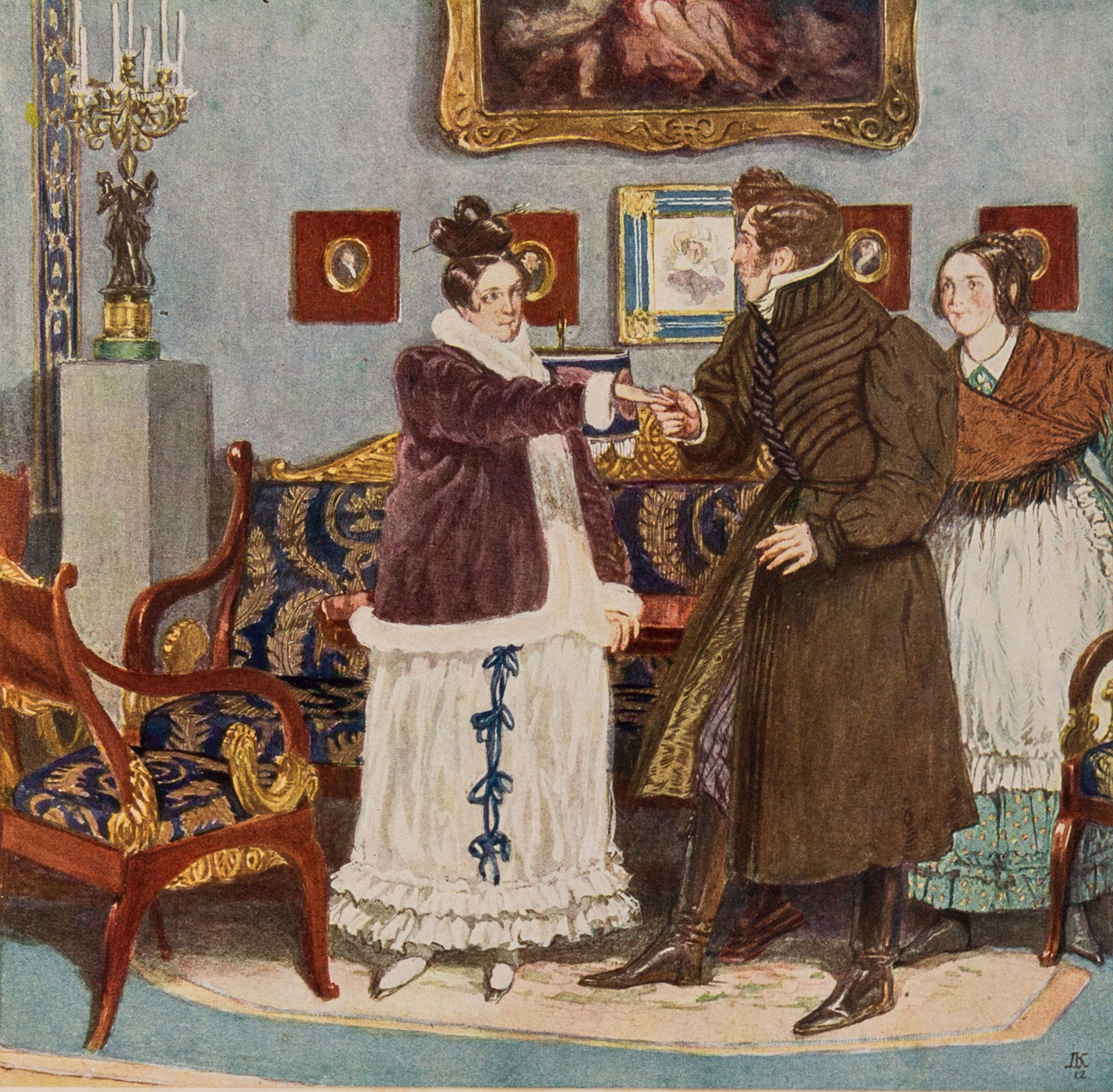
Софья, Чацкий и Лиза. рис. Кардовского
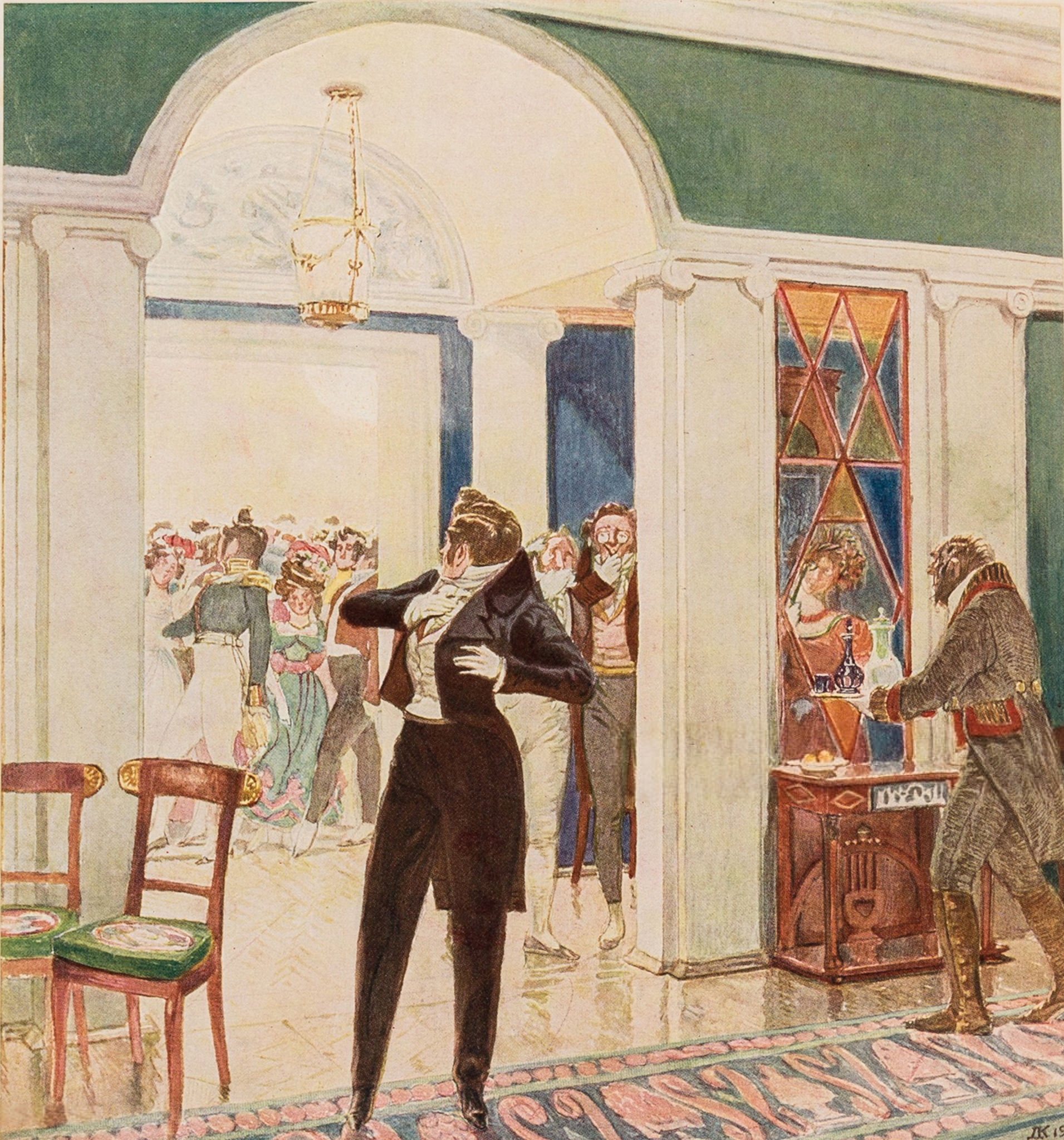
Чацкий. рис. Кардовского
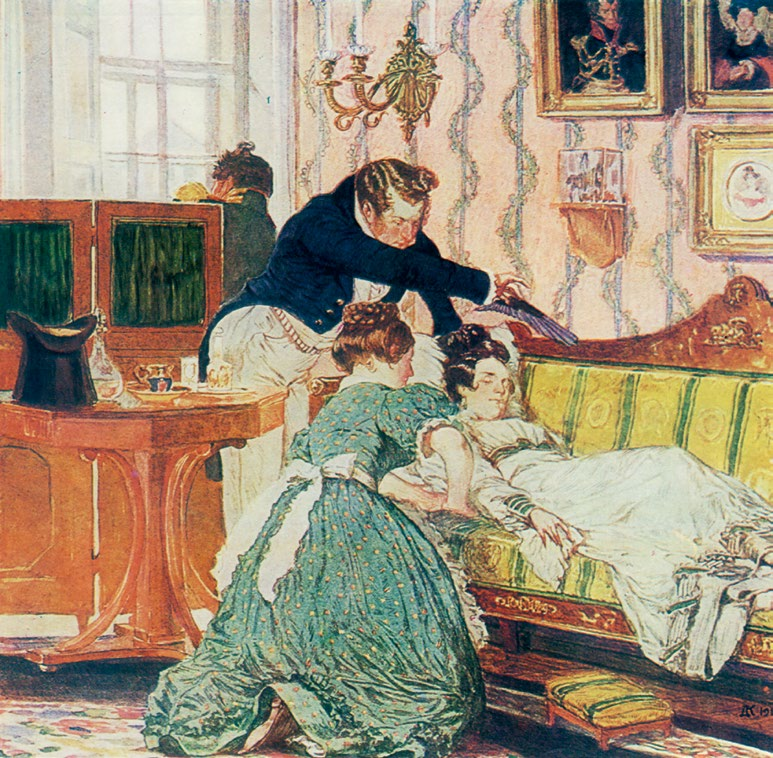
Чацкий, Лиза и Софья. рис. Кардовского
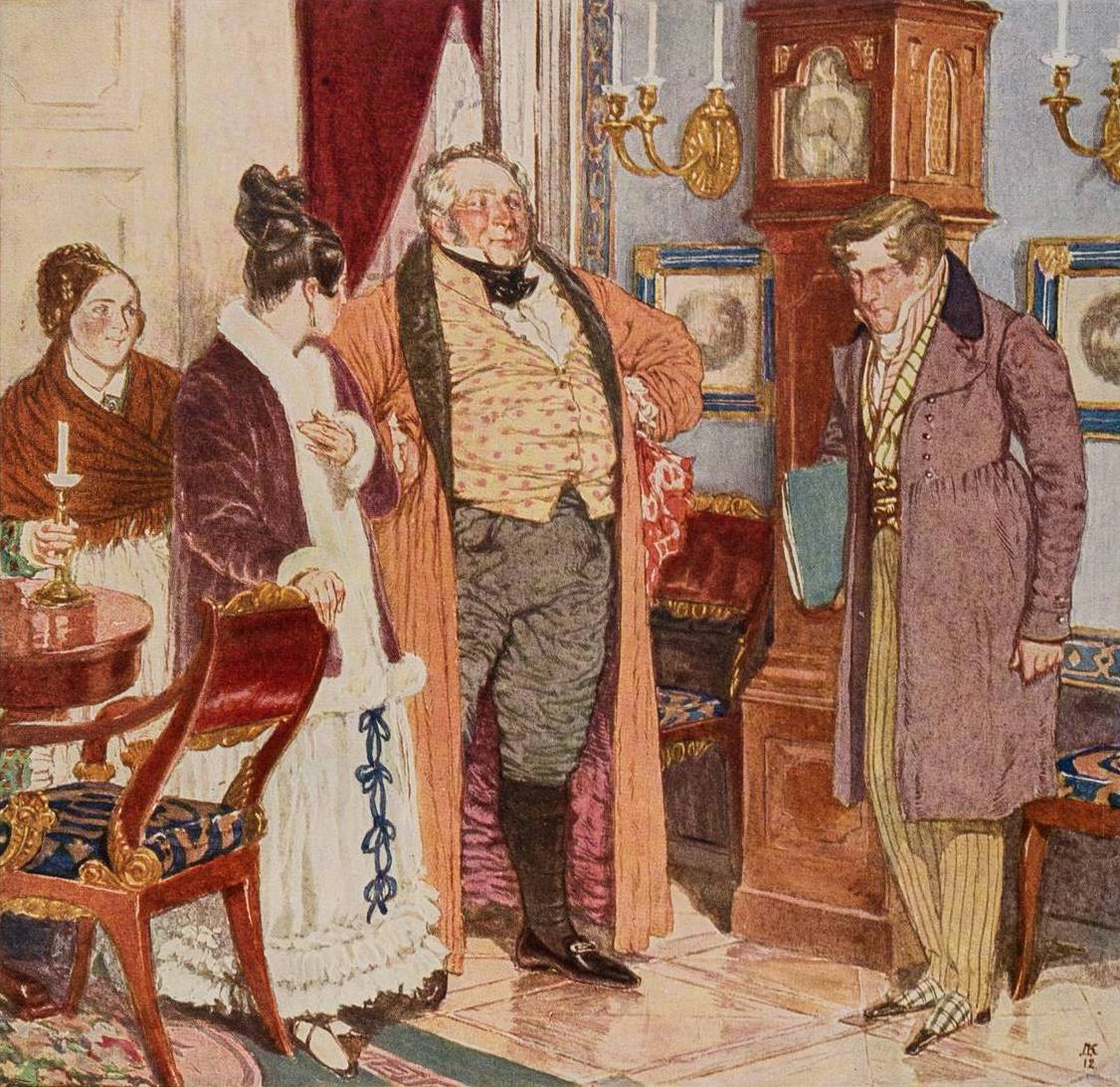
Лиза, Софья, Фамусов и Молчалин рис. Кардовского
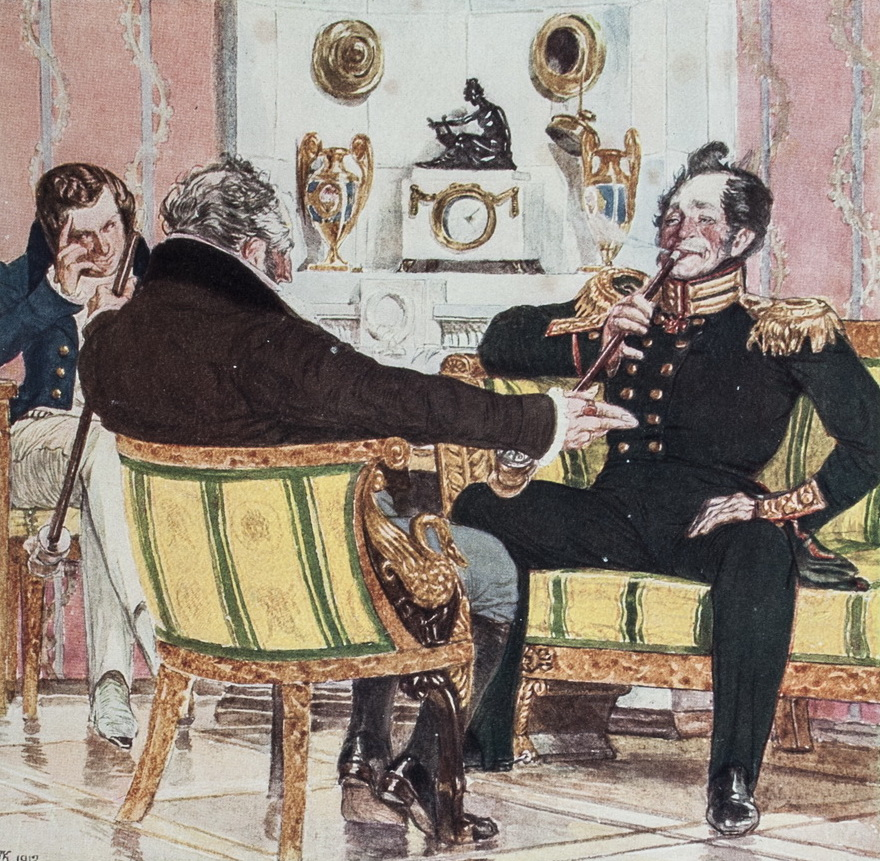
Чацкий, Фамусов(?) и Скалозуб рис. Кардовского

## Персонажи
- Павел Афанасьевич Фамусов, управляющий в казённом месте.
- Софья Павловна, его дочь.
- Лизонька, служанка Фамусовых.
- Алексей Степанович Молчалин, секретарь Фамусова, живущий у него в доме, ухажёр Софьи.
- Александр Андреевич Чацкий, молодой дворянин, воспитывавшийся в доме Фамусова.
- Сергей Сергеевич Скалозуб, полковник, завсегдатай дома Фамусова, потенциальный жених Софьи. Как имя нарицательное его впервые использовал А. И. Герцен («Былое и думы», гл. 20).

Гости на балу в доме Фамусова:
- - Наталья Дмитриевна (молодая дама) и Платон Михайлович (отставной военный) Горичи.
  - Князь Тугоуховский и Княгиня, жена его, с шестью дочерями.
  - графиня бабушка и графиня внучка Хрюмины.
  - Антон Антонович Загорецкий, карточный мошенник, знакомый Чацкого.
  - Старуха Хлёстова, свояченица Фамусова.
  - Господин N.
  - Господин D.
  - Репетилов, опоздавший гость, член Английского клуба.
  - Множество гостей всякого разбора и их лакеев при разъезде.
- Петрушка и несколько говорящих слуг.
- Официанты Фамусова.

Почти все фамилии персонажей комедии соотнесены по значению со словами «говорить» — «слышать»: Фамусов (от fama— «молва»), Молчалин, Скалозуб, Тугоуховский, Репетилов (от répéter — «повторять»).

## В культуре
«Горе от ума» — один из самых цитируемых текстов в русской культуре. Сбылось предсказание Пушкина: «Половина стихов должна войти в пословицу». «Бессмертность комедии „Горе от ума“ основана на множестве необыкновенно удачно обдуманных мыслей, удачно подумавшихся и удачно сказавшихся. Нет ни одного ещё произведения в русской литературе, строки коего до такой степени запомнились бы и так часто повторялись бы в обиходной речи, т. е. ни в одном произведении нет стольких формул непревосходимой краткости, ясности и точности для характеристики многоразличных житейских положений, отношений или для выражения иронии, негодования, или, наконец, для обрисовки глупости, грубости, низости». Гончаров в «Миллионе терзаний» говорит о том, что грамотный читатель, общественность расхватала рукопись комедии «на клочья, на стихи, полустишья, разнеся всю соль и мудрость пьесы в разговорной речи, точно обратила мильон в гривенники, и до того испестрила грибоедовскими поговорками разговор, что буквально истаскала комедию до пресыщения».
Многие фразы из пьесы, включая её название, стали крылатыми. В сборнике литературных цитат и образных выражений Н. С. Ашукина и М. Г. Ашукиной насчитывается 59 цитат из «Горе от ума». Наиболее известные из них:
| Фраза                                                        | Происхождение                      | Применение |
| ------------------------------------------------------------ | ---------------------------------- | --- |
| А су́дьи кто?                                                 | Чацкий (д. 2, явл. 5)              | В. И. Ленин, заголовок статьи, разоблачающей половинчатость буржуазного либерализма                                                                        |
| Ах, злые языки страшнее пистолета                            | Молчалин (д. 2, явл. 11)           | |
| Карету мне, карету!                                          | Чацкий (д. 4, явл. 14)             | |
| Ба! Знакомые всё лица!                                       | Фамусов (д. 4, явл. 14)            | А. П. Чехов, «Осколки московской жизни», 1884; заглавие сборника стихотворений поэта-сатирика Г. Н. Жулева, 1872                                           |
| Блажен, кто верует, тепло ему на свете!                      | Чацкий (д. 1, явл. 7)              | |
| Влеченье, род недуга                                         | Репетилов к Чацкому (д. 4, явл. 4) | А. П. Чехов, «К сведению мужей», 1886, «Удав и кролик», 1887                                                                                               |
| В мои лета не до́лжно сметь Своё суждение иметь               | Молчалин (д. 3, явл. 3)            | А. П. Чехов, «Рассказ неизвестного человека» |
| Всё врут календари                                           | Старуха Хлёстова (д. 3, явл. 21)   | Ф. М. Достоевский, «Бесы» (1872), ч. 3, гл. 3 |
| Герой не моего романа                                        | Софья к Чацкому (д. 3, явл. 1)     | А. П. Чехов, «Учитель словесности» |
| Дистанции огромного размера                                  | Скалозуб к Фамусову (д. 2, явл. 5) | А. П. Чехов, «Задача», 1884; подпись к плакату М. М. Щеглова, 1945                                                                                         |
| Дома новы́, а предрассудки ста́ры                              | Чацкий (д. 2, явл. 5)              | |
| Есть от чего в отча́янье прийти                               | Чацкий (д. 4, явл. 4)              | А. Н. Островский, «Бешеные деньги» |
| Завиральные идеи                                             | Фамусов к Чацкому (д. 2, явл. 3)   | А. И. Герцен, «Былое и думы»; А. Н. Островский, «Доходное место» Обозначало ложные, вздорные идеи, под которыми подразумевалось политическое вольнодумство |
| И вот общественное мненье!                                   | Чацкий (д. 4, явл. 10)             | Впервые — А. С. Пушкин, «Евгений Онегин» (гл. 6, строфа 11)                                                                                                |
| И дым Отечества нам сладок и приятен                         | Чацкий (д. 1, явл. 7)              | Название стихотворения Ф. И. Тютчева (1867) |
| Кричали женщины: ура! И в воздух чепчики бросали             | Чацкий (д. 2, явл. 5)              | А. С. Пушкин, «Метель» |
| Минуй нас пуще всех печалей И барский гнев, и барская любовь | Горничная Лиза (д. 1, явл. 2)      | |
| Над старостью смеяться грех                                  | Старуха Хлёстова (д. 3, явл. 10)   | |
| Не поздоровится от э́таких похвал                             | Чацкий (д. 3, явл. 10)             | А. П. Чехов, «Лебединая песня (Калхас)», 1886 |
| Подписано, так с плеч долой                                  | Фамусов (д. 1, явл. 4)             | Н. С. Лесков, «Дворянский бунт в Добрынинском приходе» |
| Послушай, ври, да знай же меру                               | Чацкий к Репетилову (д. 4, явл. 4) | |
| Поспорят, пошумят и разойдутся                               | Фамусов (д. 2, явл. 5)             | Применяется для характеристики бесплодных споров |
| Рассудку вопреки, наперекор стихиям                          | Чацкий (д. 3, явл. 22)             | Употребляется в значении: вопреки здравому смыслу |
| Свежо́ предание, а верится с трудом                           | Чацкий (д. 2, явл. 2)              | Ф. М. Достоевкий, «Записки из мёртвого дома» (1860—1861), «Идиот» (1869)                                                                                   |
| Служить бы рад, прислуживаться тошно                         | Чацкий (д. 2, явл. 2)              | А. П. Чехов, «Человек» (1886) |
| Счастливые часов не наблюдают                                | Софья (д. 1, явл. 3)               | Близки к словам драмы «Пикколомини» Шиллера: «Die Uhr schlägt keinem Glücklichen» («Счастливому часы не бьют»)                                             |
| С чувством, с толком, с расстановкой                         | Фамусов (д. 2, явл. 1)             | И. С. Тургенев, «Вешние воды»; А. П. Чехов, «Ряженые», 1886                                                                                                |
| Числом поболее, ценою подешевле                              | Чацкий (д. 1, явл. 7)              | |
| Шумим, братец, шумим                                         | Репетилов (д. 4, явл. 4)           | А. С. Серафимович, «Заметки обо всем». «Шумим» |

В результате проведённого в 2015 году журналом «Русский репортёр» социологического исследования, произведение заняло 27-е место в топ-100 самых популярных в России стихотворных строк, включающем, в числе прочего, русскую и мировую классику.

## Литературные обработки, продолжения, пародии
Существует ряд продолжений и переделок «Горя от ума», в том числе «Возврат Чацкого в Москву» Е. П. Ростопчиной (1850-е), анонимное так называемое обсценное «Горе от ума» (конец XIX в.; см. упоминание и некоторые цитаты в статье Плуцера-Сарно) и др.; для ряда постановок текст комедии радикально перерабатывался (особенно В. Э. Мейерхольдом, вернувшим даже название ранней редакции: «Горе уму»).
Уже с 40-х годов XIX века стали появляться сочинения, основанные на сюжете комедии:
- «Горе от безумия», пьеса Н. Н. Сандунова (1830);
- «Ум не помога» П. Волкова (1831);
- «Расстроенное сватовство, или Горе от ума и горе без ума» А. Федосеева (1839);
- «Утро после бала Фамусова, или Все старые знакомцы», комедия-шутка М. И. Воскресенского (1844);
- «Возврат Чацкого в Москву, или Встреча знакомых лиц после 25-летней разлуки», пьеса Е. П. Ростопчиной (1856);
- «Москвичи на лекции по философии», шутка-водевиль Д. Минаева (1863);
- «Господа Молчалины» М. Салтыкова-Щедрина (1875—1878);
- «Горе от ума», пастиш М. Ярона (1881);
- «„Горе от ума“ через 50 лет после Грибоедова» В. Куницкого (1883);
- «Горе от глупости» В. Буренина[15] (1905);
- «Чацкий в Баку», аноним (1907—1908)[16];
- «Маскарад у Фамусова» Дрождинина (1908).

Название «Горе от ума» имеет 84-я серия российского телесериала «Простые истины», которая по сюжету никак не связана с пьесой Грибоедова.

## Критика
- Свои критические замечания о произведении высказал А. С. Пушкин в конце января 1825 года в письме А. А. Бестужеву из Михайловского в Петербург. Он, в частности, писал[17]:

В комедии «Горе от ума» кто умное действующее лицо? ответ: Грибоедов. А знаешь ли, что такое Чацкий? Пылкий, благородный и добрый малый, проведший несколько времени с очень умным человеком (именно с Грибоедовым) и напитавшийся его мыслями, остротами и сатирическими замечаниями. Все, что говорит он, очень умно. Но кому говорит он все это? Фамусову? Скалозубу? На бале московским бабушкам? Молчалину? Это непростительно. Первый признак умного человека — с первого взгляду знать, с кем имеешь дело и не метать бисера перед Репетиловыми и тому подоб.
- И. А. Гончаров, Мильон терзаний (1872)

## Основные постановки
- 1825 — постановка учеников Петербургского театрального училища под наблюдением Грибоедова, запрещена петербургским генерал-губернатором М. А. Милорадовичем.
- 1827 — первая постановка комедии. Исполнена офицерским театром в Сардарском дворце в г. Эривань. Единственная постановка пьесы, на которой присутствовал Грибоедов[18][19].
- 1829, 2 декабря — сцены из 1-го акта в Большом театре Санкт-Петербурга (в бенефис актрисы М. И. Вальберховой[20]).
- 1830, 23 мая — 3-й акт в Москве и там же 25 февраля 1831 (Фамусов — Щепкин, Софья — Львова-Синецкая, Потанчикова, Лиза — Нечаева, Чацкий — П. Мочалов, Сабуров, Наталья Дмитриевна — Рыкалова, Загорецкий — В. Живокини, Репетилов — Сабуров).
- 1830, 16 июля — 3-й и 4-й акты, Санкт-Петербург (Фамусов — Борецкий, Рязанцев, Софья — Асенкова, Семёнова; Лиза — Монготье; Чацкий — В. Каратыгин, во втором составе — Сосницкий; Загорецкий — Григорьев 1-й, П. Каратыгин; Хлёстова — Ежова; Репетилов — П. Каратыгин).

### Первые полные постановки
- 1831 год:
  - 26 января 1831 — первая полная постановка с цензурными правками в Александринском театре, Санкт-Петербург, в бенефис Я. Г. Брянского[21] (Фамусов — В. И. Рязанцев, Софья — Е. С. Семёнова, Лиза — М. А. Азаревичева, Молчалин — Н. О. Дюр, Чацкий — В. А. Каратыгин, Скалозуб — Григорьев 1-й, Наталья Дмитриевна — А. Д. Каратыгина, Платон Михайлович — Я. Г. Брянский, Загорецкий — П. А. Каратыгин, Хлёстова — Е. И. Ежова, Репетилов — И. И. Сосницкий).
  - 25 февраля 1831 — 3-й и 4-й акты в Москве.
  - 26 февраля 1831 — Киевский театр (труппа И. Ф. Штейна).
  - 27 ноября 1831 — Премьера в Москве прошла на сцене Большого театра[22] (Фамусов — М. С. Щепкин, Софья — А. С. Потанчикова, Лиза — Нечаева, Молчалин — Д. Т. Ленский, Чацкий — П. С. Мочалов, Скалозуб — Орлов, Наталья Дмитриевна — А. Г. Рыкалова, Загорецкий — В. И. Живокини, Хлёстова — Е. М. Кавалерова, Тугоуховский — П. Г. Степанов, причём за роль Тугоуховского артист Пётр Гаврилович Степанов снискал величайшее расположение Николая I и был им лично вознаграждён перстнем и получил тысячу рублей награды[23]). Комедия стала неизменной гастрольной пьесой Михаила Семёновича Щепкина.

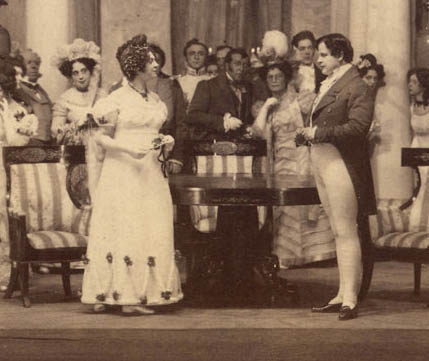
Постановка комедии Грибоедова «Горе от ума» в Малом театре. 1911 год.

Последующие постановки в Малом театре, Москва: 1839 (Чацкий — И. В. Самарин), 1864 (Фамусов — И. В. Самарин, Софья — Г. Н. Федотова, Чацкий — Н. Е. Вильде, затем — С. В. Шумский, Платон Михайлович — В. И. Живокини, Тугоуховская — С. П. Акимова), 1868 (Лиза — Н. А. Никулина), 1874 (Софья — М. Н. Ермолова), 1876 (Чацкий — А. П. Ленский), 1882 (Чацкий — А. И. Южин, Молчалин — М. П. Садовский, кн. Тугоуховская — О. О. Садовская, Хлёстова — Н. М. Медведева), 1887 (Фамусов — А. П. Ленский, Софья — Е. Н. Васильева, Чацкий — Ф. П. Горев, Скалозуб — К. Н. Рыбаков), 1888 (Софья — А. А. Яблочкина), 1891 (Фамусов — Давыдов), 1899 (Хлёстова — Г. Н. Федотова), 1902 (Чацкий — А. А. Остужев, П. М. Садовский), 1911 (Репетилов — А. И. Южин, Фамусов — К. Н. Рыбаков, Софья — Н. И. Комаровская, Чацкий — П. М. Садовский, Наталья Дмитриевна — А. А. Яблочкина, кн. Тугоуховская — Н. А. Никулина, графиня-бабушка — О. О. Садовская, графиня-внучка — Е. К. Лешковская, Хлёстова — М. Н. Ермолова, Загорецкий — М. М. Климов, Н. К. Яковлев); 1917—18, 1921 (реж. А. А. Санин, худ. С. Петров, Лиза — В. Н. Пашенная, Чацкий — П. М. Садовский); 1930 (реж. С. М. Волконский, худ. И. М. Рабинович); 1938 (реж. П. М. Садовский, И. Я. Судаков, С. П. Алексеев, худ. Е. Е. Лансере; Фамусв — П. М. Садовский, М. М. Климов, Софья — А. К. Тарасова, Лиза — С. Н. Фадеева, Молчалин — Терехов, Чацкий — М. И. Царёв, Скалозуб — Н. А. Соловьёв, Наталья Дмитриевна — Е. М. Шатрова, кн. Тугоуховский — Рыбников, кн. Тугоуховская — Е. Д. Турчанинова, графиня-бабушка — В. Н. Рыжова, Загорецкий — И. В. Ильинский, Хлёстова — В. О. Массалитинова, В. Н. Пашенная, А. А. Яблочкина, Репетилов — К. А. Зубов); Театр им. Сафонова (филиал Малого театра), 1922—1923 (реж. И. С. Платон, худ. М. Михайлов; Фамусов — В. Н. Давыдов).
Последующие постановки в Александринском театре, Петербург:
1841 — (Молчалин — В. В. Самойлов), 1846 — (Фамусов — Я. Г. Брянский, Софья — Самойлова 2-я, Чацкий — И. В. Самарин, Репетилов — И. И. Сосницкий), 1857 — (Фамусов — А. Е. Мартынов, Софья — В. В. Стрельская, Чацкий — А. М. Максимов, Хлёстова — Ю. Н. Линская), 1871 — (Чацкий — И. И. Монахов; в связи с этой постановкой И. А. Гончаров написал статью «Мильон терзаний»), 1874 — (Лиза — М. Г. Савина), 1884 — (Наталья Дмитриевна — М. Г. Савина), 1885 — (Фамусов — В. Н. Давыдов, Молчалин — Р. Б. Аполлонский, Чацкий — В. П. Далматов, Скалозуб — К. А. Варламов), 1899 — (Софья — В. Ф. Комиссаржевская, Лиза — М. А. Потоцкая, Чацкий — Ю. М. Юрьев), 1916 и др. — Александринский театр, 1918 — (худ. М. В. Добужинский; Фамусов — И. В. Лерский, графиня-бабушка — Е. П. Корчагина-Александровская); 1921 — (реж. Е. П. Карпов; Фамусов — В. Н. Давыдов, Софья — М. А. Ведринская, Лиза — М. А. Потоцкая, Чацкий — Ю. М. Юрьев, Скалозуб — Я. О. Малютин, Загорецкий — Ю. В. Корвин-Круковский, Репетилов — Р. Б. Аполлонский, графиня-внучка — В. А. Мичурина-Самойлова); 1927 — (реж. К. П. Хохлов, худ. И. М. Рабинович; Чацкий — Н. К. Симонов); 1932 — (к столетию Александрийского театра; реж. Н. В. Петров, худ. Н. П. Акимов; Фамусов — Б. А. Горин-Горяинов, Софья — Н. С. Рашевская, Лиза — Е. П. Карякина, Молчалин — С. В. Азанчевский, Чацкий — Б. А. Бабочкин, Скалозуб — Я. О. Малютин, Тугоуховский — Усачёв, графиня-бабушка — Е. П. Корчагина-Александровская, Загорецкий — Б. Е. Жуковский, Хлёстова — В. А. Мичурина-Самойлова, Репетилов — И. Н. Певцов); 1941 — (реж. Л. С. Вивьен, Н. С. Рашевская, худ. Е. И. Катонин (пост.), К. И. Рудаков (костюмы); Фамусов — В. В. Меркурьев, Чацкий —  А. А. Дубенский, В. И. Янцат, Скалозуб — А. Чекаевский, Наталья Дмитриевна — Е. М. Вольф-Израэль, Платон Михайлович — Б. Е. Жуковский, Репетилов — Л. С. Вивьен); 1946 — (реж. Б. В. Зон, худ. В. С. Басов (пост.), В. М. Ходасевич (костюмы); Фамусов — К. В. Скоробогатов, Софья — О. Я. Лебзак, Лиза — Т. И. Алёшина, Чацкий — В. И. Янцат, Скалозуб — Г. М. Мичурин, Хлёстова — Е. И. Тиме, Е. Т. Жихарева, Репетилов — Л. С. Вивьен, В. Г. Гайдаров).
Для театров вне Москвы и Петербурга пьеса официально была запрещена до 1863 года. Однако до официальной отмены запрета (6 июля 1863) состоялось около сорока постановок любительскими и профессиональными труппами, причём нередко с участием столичных гастролёров.
- 1836 — Казань.
- 1837 — Одесса.
- 1838 — Тамбов.
- 1842 — Харьков.
- 1877 — Московский артистический кружок (Лиза — Стрепетова).

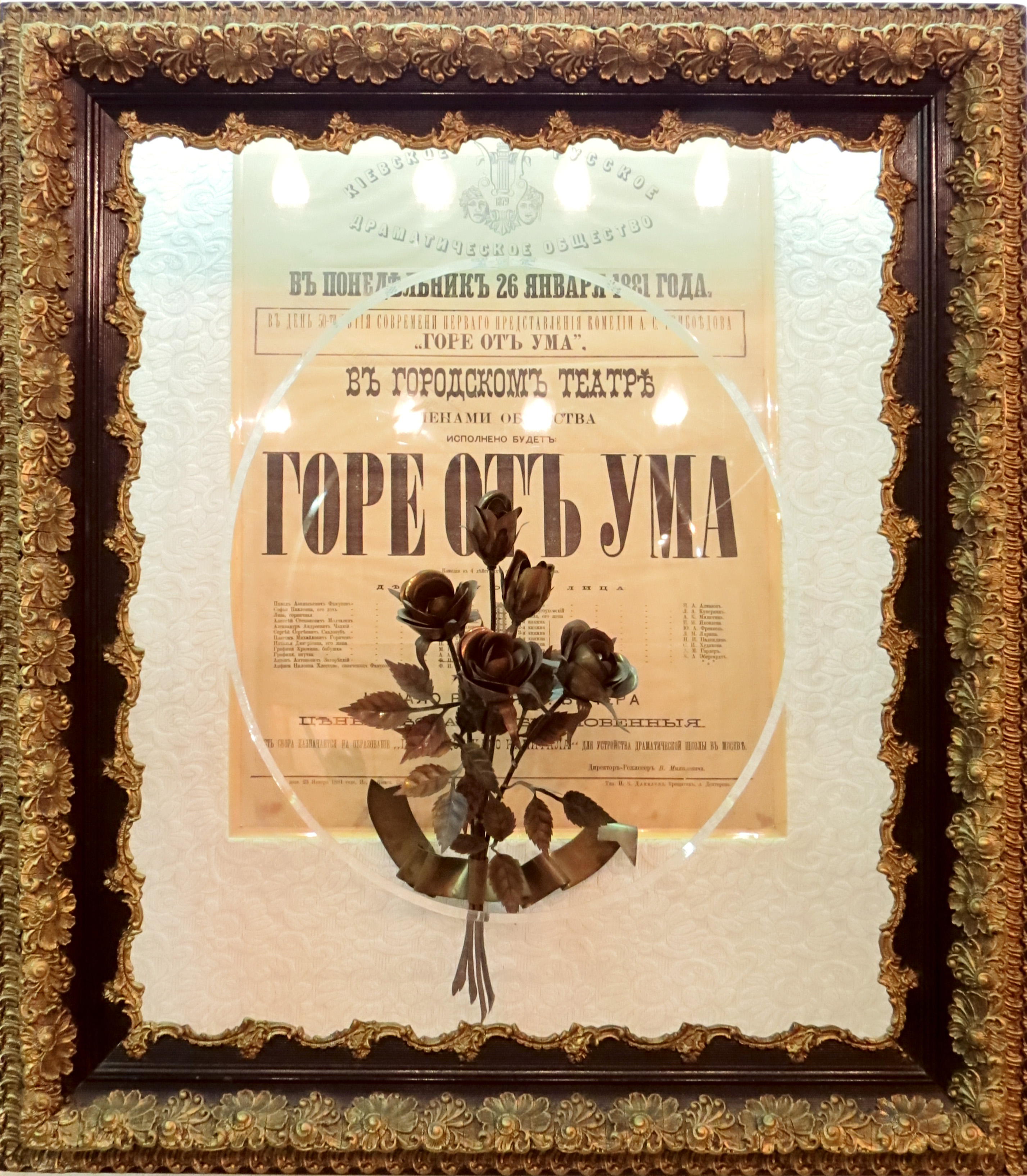
Афиша юбилейной постановки в Киевском Городском театре (1881)

- 1886 — Театр Корша (Москва): художник А. С. Янов оформил «Горе от ума» по модным журналам 1820-х годов (до этого играли в современных времени постановки костюмах); Фамусов — В. Н. Давыдов, Софья — Рыбчинская, А. А. Яблочкина, Лиза — Мартынова, Молчалин — Шувалов, Чацкий — Солонин, Н. П. Рощин-Инсаров, Скалозуб — И. П. Киселевский, Загорецкий — Светлов, Репетилов — Градов-Соколов (этой постановке посвящена аналитическая и весьма ироничная статья С. В. Флёрова в газете «Московские ведомости», 1886, 27 октября[26]).
- 1888 — Театр Корша (Москва)
- 1906 — Московский художественный театр, режиссёр — В. И. Немирович-Данченко, худ. — Симов; (Фамусов — Станиславский, Софья — М. Н. Германова, Лиза — М. П. Лилина, Молчалин — А. И. Адашев, Чацкий — В. И. Качалов, Скалозуб — Л. М. Леонидов, Платон Михайлович — В. Ф. Грибунин, Наталья Дмитриевна — Н. Н. Литовцева, графиня-бабушка — Е. П. Муратова, графиня-внучка — О. Л. Книппер-Чехова, кн. Тугоуховская — Раевская, кн. Тугоуховский — Вишневский, Загорецкий — Москвин, Хлёстова — Самарова, Репетилов — В. В. Лужский, Петрушка — А. Р. Артём); возобновлённая постановка 1914 (худ. М. Добужинский; Софья — Германова, Лиза — Коренева, Молчалин — Подгорный, Загорецкий — И. Н. Берсенев). Последующие постановки МХТ: 1925 (Софья — Еланская, Степанова; Лиза — Андровская, Бендина; Молчалин — Станицын; Чацкий — Завадский, Прудкин; Скалозуб — Ершов, Наталья Дмитриевна — Соколова и Тарасова, Платон Михайлович — Тарханов, Хлёстова — Книппер-Чехова, Репетилов — Качалов, Петрушка — Хмелёв, Яншин); 1938 — новая редакция (реж. Немирович-Данченко, Телешова, худ. Дмитриев; Фамусов — Тарханов, Чацкий — Качалов, Молчалин — Массальский, Скалозуб — Ершов, Жильцов, Платон Михайлович — В. Орлов, графиня-бабушка — Лилина, графиня-внучка — Коренева, Хлёстова — Книппер-Чехова, Репетилов — В. Я. Станицын).
- 1911 — Театр Корша, Москва (Фамусов — Греков, Медведев, Свободин; Софья — Яблочкина; Чацкий — М. Т. Иванов-Козельский, Н. П. Рощин-Инсаров, Чарин).

### Советские постановки
- 1918 — Александринский театр
- 1919 — Саратовский театр имени К. Маркса, режиссёр — А. И. Канин, Чацкий — И. А. Слонов.
- 1921 — Московский Малый театр
- 1921 — Александринский театр
- 1927 — Александринский театр
- 1927 — Замоскворецкий театр, Москва, реж. и исполнитель роли Фамусова — А. П. Петровский, худ. В. Ридман;
- 1928 — Театр имени Вс. Мейерхольда («Горе уму»); постановка В. Мейерхольда. В ролях: Фамусов — Ильинский, Старковский; Софья — 3. Н. Райх; Чацкий — Э. П. Гарин, Самойлов, М. И. Царёв; Молчалин — Мухин; Скалозуб — Боголюбов, Сагал; Загорецкий — Зайчиков.
- 1930 — Малый театр, режиссёр — Н. О. Волконский, в роли Чацкого — В. Э. Мейер.
- 1935 — театр Мейерхольда, в ролях: М. И. Царёв — Чацкий, П. И. Старковский — Фамусов
- 1935 — Харьковский театр русской драмы, режиссёр — Н. Н. Синельников
- 1937 — Ростов-на-Дону, режиссёр и исполнитель роли Чацкого — Ю. А. Завадский
- 1938 — Малый театр, режиссёр — П. М. Садовский, И. Я. Судаков и С. П. Алексеев, худ. — Е. Е. Лансере; в ролях: П. М. Садовский и М. М. Климов — Фамусов, М. И. Царёв — Чацкий, К. А. Зубов — Репетилов, а впоследствии Фамусов, И. В. Ильинский — Загорецкий, А. А. Яблочкина и В. О. Массалитинова — Хлёстова;
- 1938 — МХАТ (постановка Немировича-Данченко, художник — В. Дмитриев), в ролях: В. И. Качалов — Чацкий, М. М. Тарханов — Фамусов, И. М. Москвин — Загорецкий, О. Л. Книппер-Чехова — Хлёстова, А. О. Степанова — Софья, О. Н. Андровская — Лиза, П. В. Массальский — Молчалин, В. Л. Ершов — Скалозуб, В. А. Орлов — Платон Михайлович, Н. В. Михаловская — Наталья Дмитриевна, Л. М. Коренева — Графиня-внучка, Н. А. Соколовская — Графиня-бабушка, В. Я. Станицын — Репетилов и другие.
- 1938 — Горький, режиссёр — Н. И. Собольщиков-Самарин
- 1938 — Архангельск
- 1938 — Рязань, режиссёр — А. И. Канин
- 1939 — Смоленск, режиссёр — Н. А. Покровский
- 1939 — Московский Госцентюз, режиссёр — Б. Норд
- 1947 — Чебоксары (на чувашском языке)
- 1948 — Ярославль
- 1950 — Краснодар
- 1950 — Театр драмы Латвийской ССР, (на латышском языке)
- 1951 — Русский театр Азербайджанской ССР
- 1951 — Центральный детский театр, режиссёр — М. О. Кнебель
- 1951 — Черновцы (на украинском языке)
- 1959 — ТЮЗ, Алма-Ата
- 1962 — Большой драматический театр им. Горького; постановка Г. А. Товстоногова. В ролях: Чацкий — С. Ю. Юрский, Фамусов — В. П. Полицеймако, Софья — Т. В. Доронина, Молчалин — К. Ю. Лавров
- 1977 — Малый театр. Режиссёры: В. Иванов, М. Царёв. В ролях: М. Царёв — Фамусов, Н. И. Корниенко — Софья Павловна, Е. К. Глушенко — Лизанька, Б. В. Клюев — Молчалин, В. М. Соломин — Чацкий, Р. С. Филиппов — Скалозуб, Е. Н. Гоголева — Хлёстова, Н. В. Подгорный — Репетилов[27].

### Постановки в Российской Федерации
- 1992 — МХТ имени Чехова, режиссёр — Олег Ефремов[28]
- 1998 — «Театральное товарищество 814», режиссёр — Олег Меньшиков[29][30]
- 2000 — Малый театр, режиссёр — Сергей Женовач[31][32]
- 2004 — театр Пушкинская школа, режиссёр — Владимир Рецептер[33][34]
- 2007 — Театр на Покровке, режиссёр — Сергей Арцибашев[35]
- 2007 — Московский театр на Таганке (под названием «Горе от ума — Горе уму — Горе ума»), режиссёр — Юрий Любимов[36]
- 2007 — Московский театр «Современник», режиссёр — Римас Туминас[37]
- 2008 — Театральный центр «На Страстном», режиссёр — Виктор Рыжаков
- 2008 — Государственный драматический театр имени Н. А. Бестужева, режиссёр — Владислав Константинов
- 2010 — Хабаровский краевой театр драмы, режиссёр — Никита Ширяев
- 2011 — Ульяновский драматический театр имени И. А. Гончарова, режиссёр — Аркадий Кац.
- 2011 — Пермский академический Театр-Театр, режиссёр — Филипп Григорьян
- 2014 — Государственный русский драматический театр Республики Мордовия (г. Саранск), режиссёр — Владимир Буралкин
- 2015 — Курский государственный драматический театр имени А. С. Пушкина, режиссёр — Юрий Бурэ.
- 2018 — Коляда-театр, режиссёр — Николай Коляда[38].

## Экранизации
- 1952 — Горе от ума (фильм-спектакль в постановке Малого театра СССР).

Постановка: Пров Садовский.
Режиссёры фильма: Сергей Алексеев и Виталий Войтецкий.
Роли исполняли: Михаил Царёв, Константин Зубов, Ирина Ликсо, Ольга Хорькова, Михаил Садовский, Евдокия Турчанинова, Игорь Ильинский, Вера Пашенная.
- 1977 — Горе от ума (фильм-спектакль Государственного академического Малого театра).

Режиссёр: Виталий Иванов, Михаил Царёв.
Роли исполняют: Михаил Царёв, Виталий Соломин, Елена Гоголева, Борис Клюев, Нелли Корниенко, Никита Подгорный, Евгения Глушенко, Роман Филиппов, Валентин Ткаченко, Муза Седова, Лилия Юдина, Николай Рыжов, Софья Фадеева, Наталья Швец, Маргарита Фомина, Валентина Светлова, Мария Стерникова, Зинаида Андреева, Лариса Кичанова, Аркадий Смирнов, Анатолий Опритов.
- 2000 г. (видеоверсия спектакля «Горе от ума», 1998 г. в постановке Олега Меньшикова; в ролях: Игорь Охлупин, Ольга Кузина, Олег Меньшиков, Полина Агуреева, Алексей Завьялов, Сергей Пинчук, Екатерина Васильева, Анна Дубровская, Александр Сирин, Людмила Евдокимова, Татьяна Рудина, Александр Козлов, Евгения Дмитриева, Сергей Мигицко, Марат Башаров, Анатолий Белый, Алексей Кабешев, Олег Лопухов; режиссёры экранизации: Пётр Шепотинник и Меньшиков).

## Адаптация
"Горе от ума" (1982), опера Геннадия Банщикова, либретто Геннадия Банщикова.
"Горе от ума" (2017), опера Бориса Грабовского, либретто Бориса Князя .
"Чаадский" (2017), опера Александра Маноцкова, либретто Александра Маноцкова и Павла Каплевича. 
"Горе от ума" (2020), опера Карины Барас, либретто Анны Калинович. 
"Горе от ума" (2024), мюзикл Владимира Баскина, либретто Евгения Муравьёва.

## Память

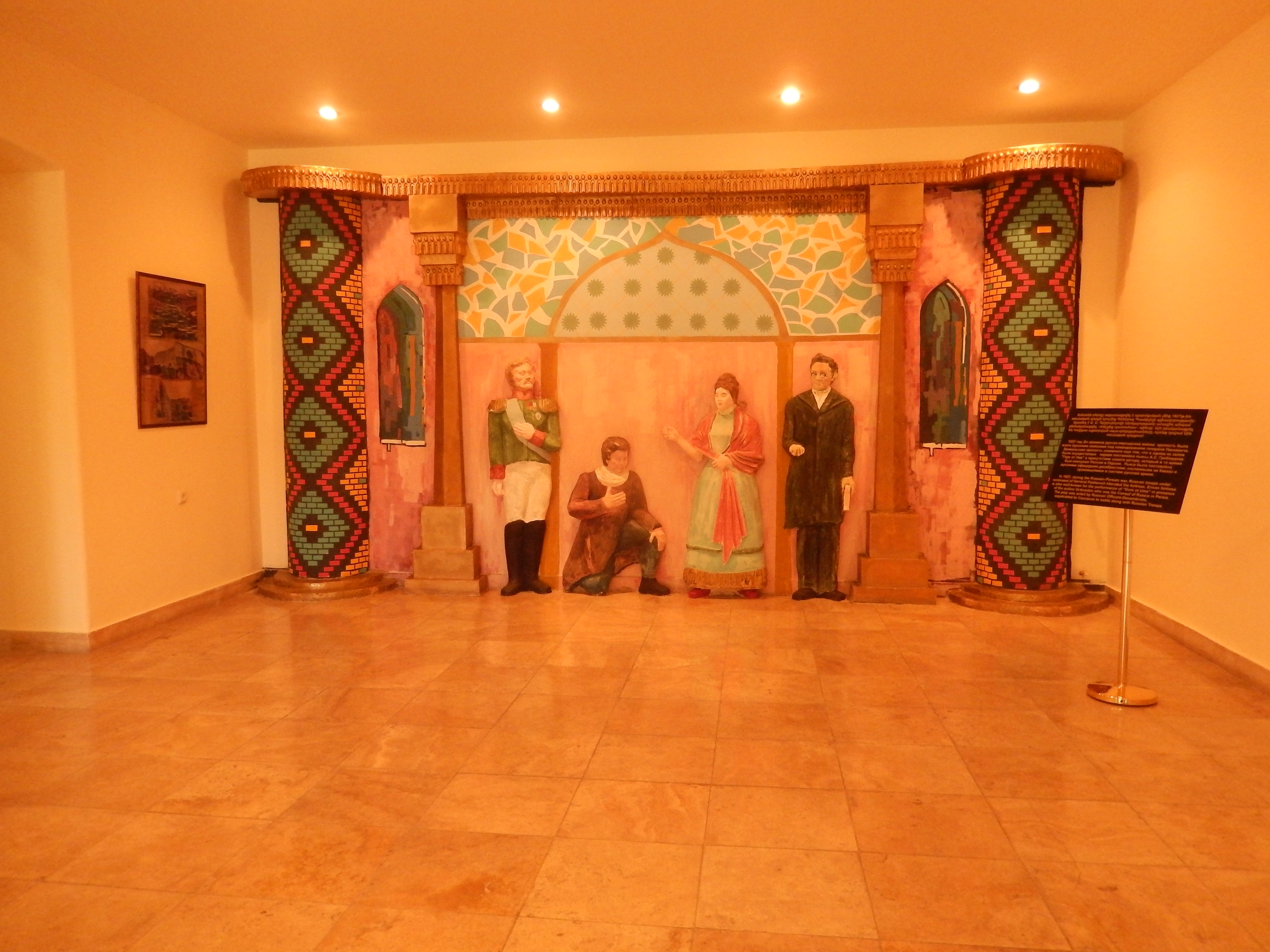
Точное место, где впервые была поставлена пьеса. Эриванская крепость. Сегодня — территория Ереванского комбината «Арарат»
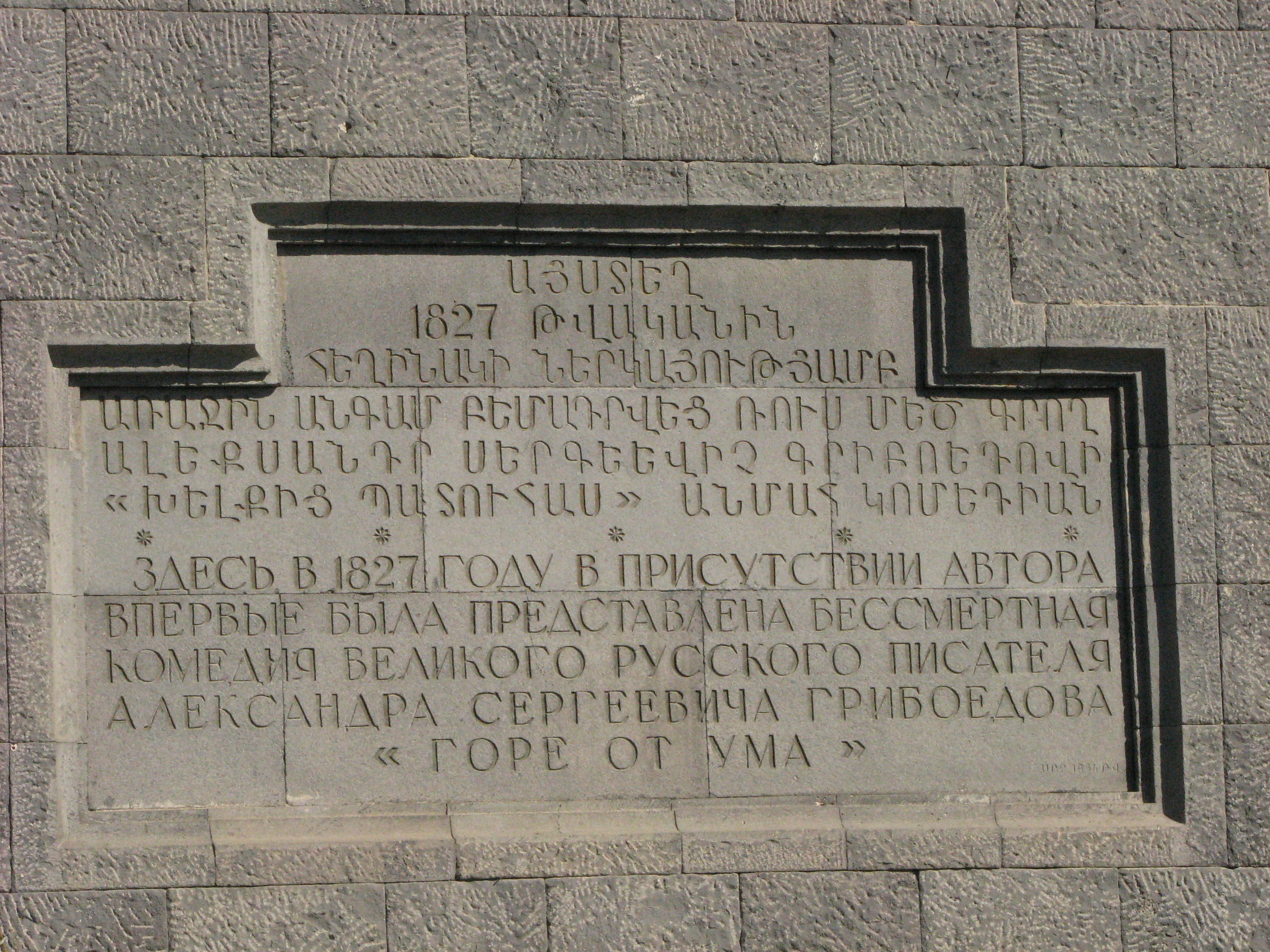
Памятная надпись на стене комбината